# コマンドー・レオパルド
『コマンドー・レオパルド』（原題：KOMMANDO LEOPARD）は、1985年の西ドイツとイタリアの合作映画。
劇場未公開のビデオ映画。日本では『コマンド軍団2』のタイトルで木曜洋画劇場にて放送された。『狼どもの戦場』とは監督と主要キャストが共通しているが、設定も異なっており、内容的な繋がりは無い。

## スタッフ
- 監督：アンソニー・M・ドーソン
- 製作：エルウィン・C・ディートリッヒ
- 脚本：ロイ・ネルソン
- 撮影：ペーター・バウムガルトナー
- 音楽：エンニオ・モリコーネ

## キャスト
| 役名               | 俳優                       | 日本語吹き替え                  |
| 役名               | 俳優                       | テレビ東京版                    |
| ------------------ | -------------------------- | ------------------------------- |
| カラスコ           | ルイス・コリンズ           | 麦人                            |
| シルヴェイラ       | クラウス・キンスキー       | 千田光男                        |
| フリオ神父         | マンフレッド・レーマン     | 津嘉山正種                      |
| マリア             | クリスティーナ・ドナディオ | 横尾まり                        |
| スミッティ         | ジョン・シュタイナー       | 池田勝                          |
| 列車の牧師         | マイク・モンティ           | 池田勝                          |
| ホセ               | トーマス・ダネベルク       | 古田信幸                        |
| ホモザ大統領       | サバス・エレーロ           | 江原正士                        |
| ペペ               | トム・ファン・パッテン     | 江原正士                        |
| ヴェニテス将軍     | ？                         | 秋元羊介                        |
| ヘクター           | ルネ・アバデザ             | 小室正幸                        |
| 神父               | ダリオ・ポントヌッティ     | 小室正幸                        |
| ヒダルゴ           | フランシス・デローザ       | 小室正幸                        |
| ヨヒム             | トム・ロマーノ             | 西村知道                        |
| キャピタン         | ハンス・ルテネガー         | 西村知道                        |
| カラスコの父の友人 | ルチアーノ・ピゴッツィ     | 伊井篤史                        |
| 役不明又はその他   |                            | 鈴木勝美 他                     |
|                    |                            |                                 |
| 翻訳               |                            |                                 |
| 演出               |                            |                                 |
| 制作               |                            |                                 |
| 初回放送           |                            | 1987年10月22日 『木曜洋画劇場』 |